# Oliba van Cerdanya

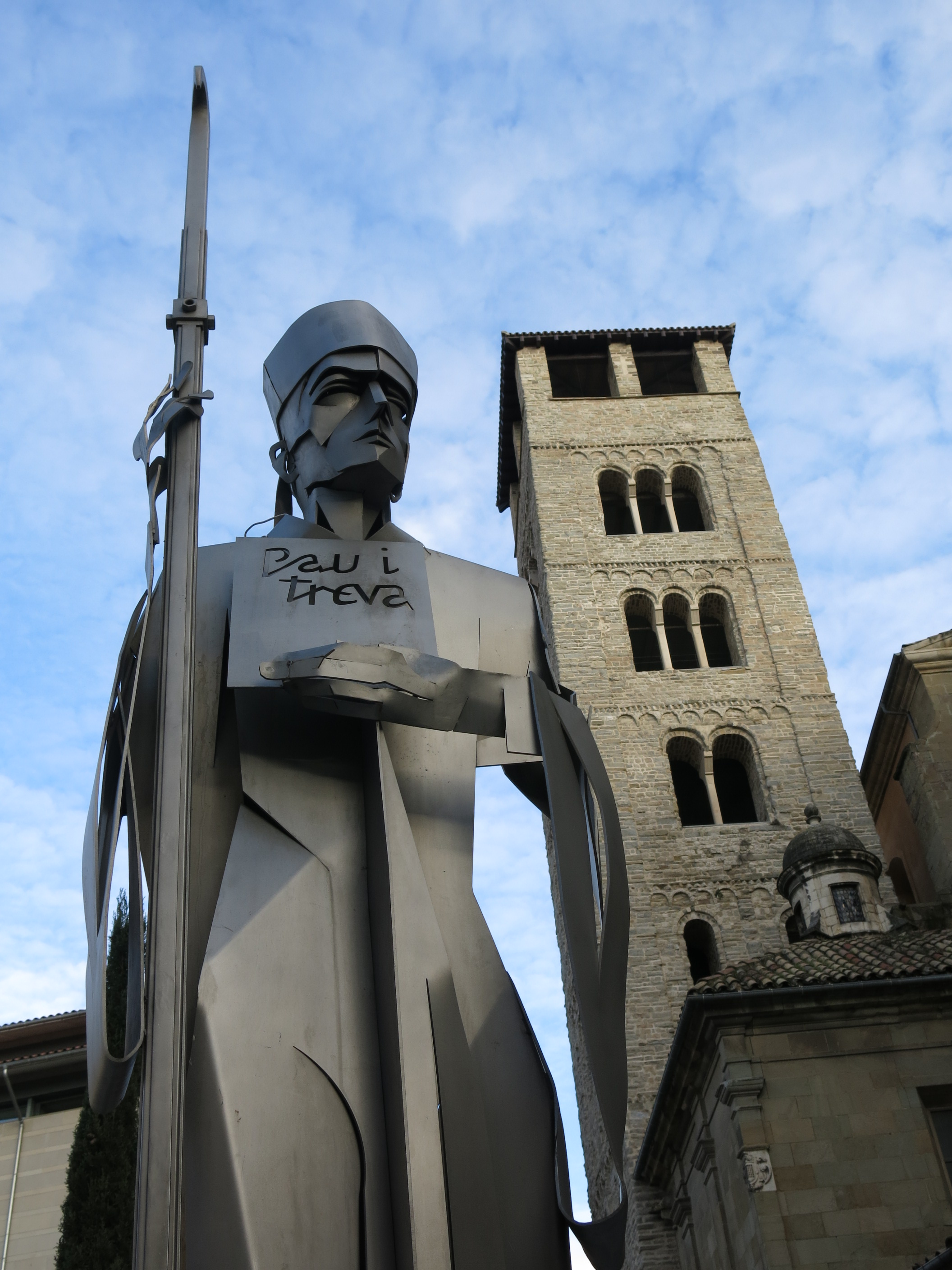
Standbeeld van Oliba voor de kathedraal van Vic

Oliba van Cerdanya (971? - 1046), was een Catalaanse edelman, benedictijner abt en bisschop van Vic. Hij wordt beschouwd als een grondlegger van de Catalaanse natie.

## Biografie
Oliba was een zoon van de graaf van Cerdanya. Hij erfde van zijn vader de graafschappen Ripoll en Berga en was graaf tot 1003. Hij genoot zijn opleiding in de benedictijner Abdij Santa Maria de Ripoll waar hij in 1002 zijn geloften aflegde. In 1008 werd hij benoemd tot abt van Ripoll en van de Abdij Saint-Michel de Cuxa en hij bleef abt van deze belangrijke abdijen tot zijn dood. In 1018 werd hij ook bisschop van Vic.
Oliba leidde de synode de Toulouges (1027) waar regels werden opgesteld om het geweld van feodale oorlogen te beteugelen.
Oliba was een belangrijke bouwmeester. Hij stond in voor de bouw van de kathedraal van Vic en voor de uitbreidingen van de abdijen van Sainte Marie de Ripoll en Saint-Michel de Cuxa.

## Catalonië
Aan het begin van de 20e eeuw werd Oliba door Catalaanse geschiedschrijvers neergezet als een van de grondleggers van de Catalaanse natie. Hij werd door hen ook de stichter van het klooster van Montserrat genoemd, maar de historische waarheid is ingewikkelder. Het klooster Santa Cecília van Montserrat werd al gesticht in de 10e eeuw. De abt van dit klooster, Cesari, kwam in conflict met Oliba toen hij het eigendomsrecht van de berg Montserrat claimde. Oliba bezat als abt van Ripoll immers een hermitage in Montserrat. In 1025 stuurde hij monniken naar deze hermitage om zijn claim kracht bij te zetten. De glorietijd van de abdij begon echter pas in de 13e eeuw.

## Biografieën
- Anselm Maria Albareda, L’abat Oliba, fundador de Montserrat (971 [?]-1046) (1931)
- Ramon d’Abadal, L’abat Oliba, bisbe de Vic i la seva època (1947)